# Erik Schubert
Erik Schubert (* 12. Februar 1996) ist ein ehemaliger deutscher Radsportler, der Rennen auf Bahn und Straße bestreitet.

## Sportliche Laufbahn
2013 belegte Erik Schubert gemeinsam mit Konrad Geßner, Robert Jägeler und Robert Krause bei den Deutschen Meisterschaften im Bahnradsport 2013 Platz drei in der Mannschaftsverfolgung der Junioren. Im Jahr darauf wurde er mit John Mandrysch, Paul Zeise und Jägeler deutscher Vize-Meister der Junioren in derselben Disziplin.
2017 war Schubert für die U23-Bahneuropameisterschaften nominiert, wo er im Omnium Platz zwölf belegte. Bei der Drei-Länder-Meisterschaft 2018 belegte er Rang zehn in der Wertung der deutschen U23-Fahrer. Wenige Wochen später errang Schubert bei den deutschen Bahnmeisterschaften in Dudenhofen den Titel des deutschen Meister im Punktefahren. Anschließend beendete er seine Karriere und nahm ein Studium auf, da er im Radsport keine Perspektive für sich sah.

## Erfolge

### Bahn
2018
- Deutscher Meister – Punktefahren